# Визнович, Илья Васильевич
Илья́ Васи́льевич Визно́вич (род. 10 февраля 1998, Тольятти, Самарская область, Россия) — российский футболист, нападающий.

## Карьера
Воспитанник «Академии футбола имени Юрия Коноплева». Победитель ряда детских и юношеских международных турниров в 2009—2012 годах. В 2015 году выступал в составе клуба «Лада-Тольятти», а летом перешёл в «Крылья Советов». В Премьер-лиге дебютировал 11 мая 2016 года в матче против «Краснодара» (0:3), выйдя на замену на 86-й минуте. В июне 2018 года подписал контракт с «Лучом». С 2019 года — в составе «Шинника», откуда уходил в аренду в «Томь». В феврале 2021 года подписал контракт с «Иртышом». В августе 2023 года перешёл в белорусский «Макслайн». В сентябре 2023 года покинул клуб, после чего пополнил ряды «Салюта».

## Достижения
- Победитель 3-й группы Второй лиги: 2022/23